# (38189) 1999 KT14
1999 KT14 (asteroide 38189) é um asteroide da cintura principal. Possui uma excentricidade de 0.11907590 e uma inclinação de 3.21899º.
Este asteroide foi descoberto no dia 18 de maio de 1999 por LINEAR em Socorro.